# Xung đột biên giới Eritrea–Ethiopia
Là một phần của xung đột tại Sừng Phi châu, Xung đột biên giới Eritrea–Ethiopia là những vụ bạo lực bế tắc giữa Eritrea và Ethiopia. Xung đột biên giới Eritrea–Ethiopia gồm những vụ va chạm lác đác giữa lực lượng quân sự hai bên, một vài vụ đụng độ trong đó là một phần của cuộc Nổi dậy Afar lần thứ Hai có quy mô lớn hơn. Xung đột biên giới diễn ra kể từ Chiến tranh Eritrea–Ethiopia hồi những năm 1998–2000, và bao gồm nhiều cuộc đụng độ với nhiều thương vong, như cuộc đụng độ Tserona 2016. Năm 2018, Ethiopia cuối cùng cũng tuyên bố rằng nước này sẽ nhượng lại Badme cho Eritrea, kéo theo hệ quả kết thúc những xung đột dai dẳng suốt hai thập niên. Vào ngày 9 tháng 7 năm 2018, hai quốc gia chính thức kết thúc xung đột biên giới trên bàn Hội nghị thượng đỉnh Eritrea – Ethiopia 2018 thông qua việc ký thỏa thuận chung để tiếp nối quan hệ ngoại giao hòa bình.

## Bối cảnh
Eritrea giành được độc lập từ Ethiopia năm 1993, sau quá trình đấu tranh vũ trang lâu dài. Trong giai đoạn 1998-2000, xung đột tiếp diễn giữa hai nước về chủ quyền lãnh thổ Badme, khiến khoảng 70.000 tới 80.000 người thiệt mạng.

## Lịch sử
Kể từ năm 1998 khi chiến tranh Eritrea–Ethiopia nổ ra, đụng độ rải rác dọc biên giới Ethiopia và Eritrea. Căng thẳng đào sâu hơn khi vào năm 2012, khi Ethiopia mở đợt tổng tấn công vào lãnh thổ do Eritrea kiểm soát. Ba trại quân sự bị tấn công, nhiều người bị bắt hoặc giết trong đợt này. Vài tuần trước đợt tổng tấn công, Ethiopia cáo buộc Eritrea hỗ trợ các phiến quân Ethiopia, những người đã tiến hành một vụ bố ráp hồi tháng giêng năm 2012 ở phía bắc vùng Afar và giết chết năm du khách Tây phương.
Tháng 6 năm 2016, Eritrea nhận trách nhiệm vụ tiêu diệt 200 lính và làm bị thương 300 quân của phía Ethiopia trong trận Tsorona.